# Eupithecia anguligera
Eupithecia anguligera är en fjärilsart som beskrevs av Butler 1893. Eupithecia anguligera ingår i släktet Eupithecia och familjen mätare. Inga underarter finns listade i Catalogue of Life.